# MSR
MSR (niem. Motor-Schleppmoment-Regelung) – system przeciwdziałający poślizgowi kół napędowych w czasie hamowania silnikiem. W momencie wykrycia poślizgu kół napędowych w czasie hamowania silnikiem system automatycznie zwiększa prędkość obrotową silnika (przyśpiesza symulując dociśnięcie pedału przyspieszenia) tak aby wyeliminować poślizg kół.